# Спів на вдих
Спів на вдих — нестандартна техніка співу, у якій звук формується, коли струмінь повітря проходить через гортань та голосові зв'язки до легень при вдиху. Звичайний спів та мовлення відбуваються навпаки на видих: струмінь повітря рухається з легень у гортань на голосові зв'язки, а потім виходить назовні. Подібно до звичайного співу, при співі на вдих можна виконувати як чисті ноти так і звуки, що супроводжуються різною долею шуму тобто набувають природного дісторшну. Комбінуючи по черзі спів на вдих зі звичайним співом на видих, людина може співати майже безперервно.
У нотах спів на вдих позначається за допомогою знаку «ˇ» схожого на гачек, а повернення до звичайного співу — символом схожим на кириличну літеру «п».
Наразі ведуться дослідження співу на вдих: вивчається спектр голосу, механізм створення звуку, вокальні можливості, естетичні властивості такого вокалу.

## У музиці
- Спів на вдих використовується як характерний прийом у деяких традиціях народного співу, наприклад у горловому співі інуїтів[2].

- Сучасні композитори, що використовували спів на вдих у своїх творах: Гельмут Лахенман, Жорж Апергис, Джоан ла Барбара, Дейвіс Пітер Максвелл, Мередіт Монк, Сергій Ярунський тощо.

- Деякі сучасні рок та метал гурти (наприклад, Tenacious D) використовують спів на вдих з великою кількістю дісторшну як різновид екстремального вокалу по типу гроулінгу. У цій музичній спільноті спів на вдих часто називають «інхейлом» від англійського inhale (вдихати).